# RS-836
Pour les articles homonymes, voir Route 836.
La RS 836 est une route locale du Centre-Est de l'État du Rio Grande do Sul qui relie l'embranchement des BR-287 et RS-409 au district Vila Feraz de la municipalité de Vera Cruz, au nord du tronçon de la passant sur son territoire. Elle dessert cette seule commune, et est longue de 12 690 km.